# Unione dei comuni dello Scrivia
L'Unione dei comuni dello Scrivia è un'unione di comuni della Liguria, nella città metropolitana di Genova, formata dai comuni di Busalla, Casella, Crocefieschi, Isola del Cantone, Montoggio, Ronco Scrivia, Savignone, Valbrevenna e Vobbia.

## Storia
L'unione è nata con atto costitutivo del 21 febbraio 2014, firmato nel municipio di Casella dai rappresentanti locali dell'alta valle Scrivia, e idealmente riprende le funzioni che pressoché già erano svolte e/o associate con la precedente Comunità montana Alta Valle Scrivia. Quest'ultima, istituita nel 1973, è stata aggregata alla Comunità montana Alta Val Polcevera per dare corpo alla Comunità montana Valli Genovesi Scrivia e Polcevera nel 2009 e infine soppressa nel 2011 con legge regionale.
L'ente locale ha sede a Busalla, già sede delle due ex comunità montane. Il primo presidente, eletto il 20 marzo 2014, è stato Simone Franceschi.

## Descrizione
L'unione dei comuni comprende i territori dei comuni dell'alta valle Scrivia (Busalla, Casella, Isola del Cantone, Montoggio e Ronco Scrivia); della media valle Scrivia (Savignone e Crocefieschi); delle valli minori e contigue quali la val Pentemina (nel territorio di Montoggio), la val Brevenna e la val Vobbia, queste ultime nei rispettivi e omonimi comuni (Valbrevenna e Vobbia).
Per statuto l'unione si occupa di questi servizi:
- organizzazione generale dell'amministrazione, gestione finanziaria e contabile e controllo;
- organizzazione dei servizi pubblici di interesse generale di ambito comunale, ivi compresi i servizi di trasporto pubblico comunale;
- catasto (ad eccezione delle funzioni mantenute allo Stato dalla normativa vigente)
- la pianificazione urbanistica ed edilizia di ambito comunale nonché la partecipazione alla pianificazione territoriale di livello sovracomunale;
- attività in ambito comunale, di pianificazione di protezione civile e di coordinamento dei primi soccorsi;
- l'organizzazione e la gestione dei servizi di raccolta, avvio e smaltimento e recupero dei rifiuti urbani e la riscossione dei relativi tributi;
- progettazione e gestione del sistema locale dei servizi sociali ed erogazione delle relative prestazioni ai cittadini, secondo quanto previsto dall'articolo 118, quarto comma, della Costituzione;
- edilizia scolastica (per la parte non attribuita alla competenza delle province), organizzazione e gestione dei servizi scolastici;
- polizia municipale e polizia amministrativa locale;
- tenuta dei registri di stato civile e di popolazione e i compiti in materia di servizi anagrafici nonché in materia di servizi elettorali, nell'esercizio delle funzioni di competenza statale;
- i servizi in materia statistica.

## Amministrazione
| Periodo | Periodo   | Primo cittadino   | Partito                  | Carica                               | Note |
| ------- | --------- | ----------------- | ------------------------ | ------------------------------------ | ---- |
| 2014    | 2015      | Simone Franceschi | sindaco di Ronco Scrivia | presidente del Consiglio dell'Unione |      |
| 2015    | 2024      | Loris Maieron     | sindaco di Busalla       | presidente del Consiglio dell'Unione |      |
| 2024    | in carica | Rosa Olivieri     | sindaco di Ronco Scrivia | presidente del Consiglio dell'Unione |      |